# Bundesakademie für musikalische Jugendbildung

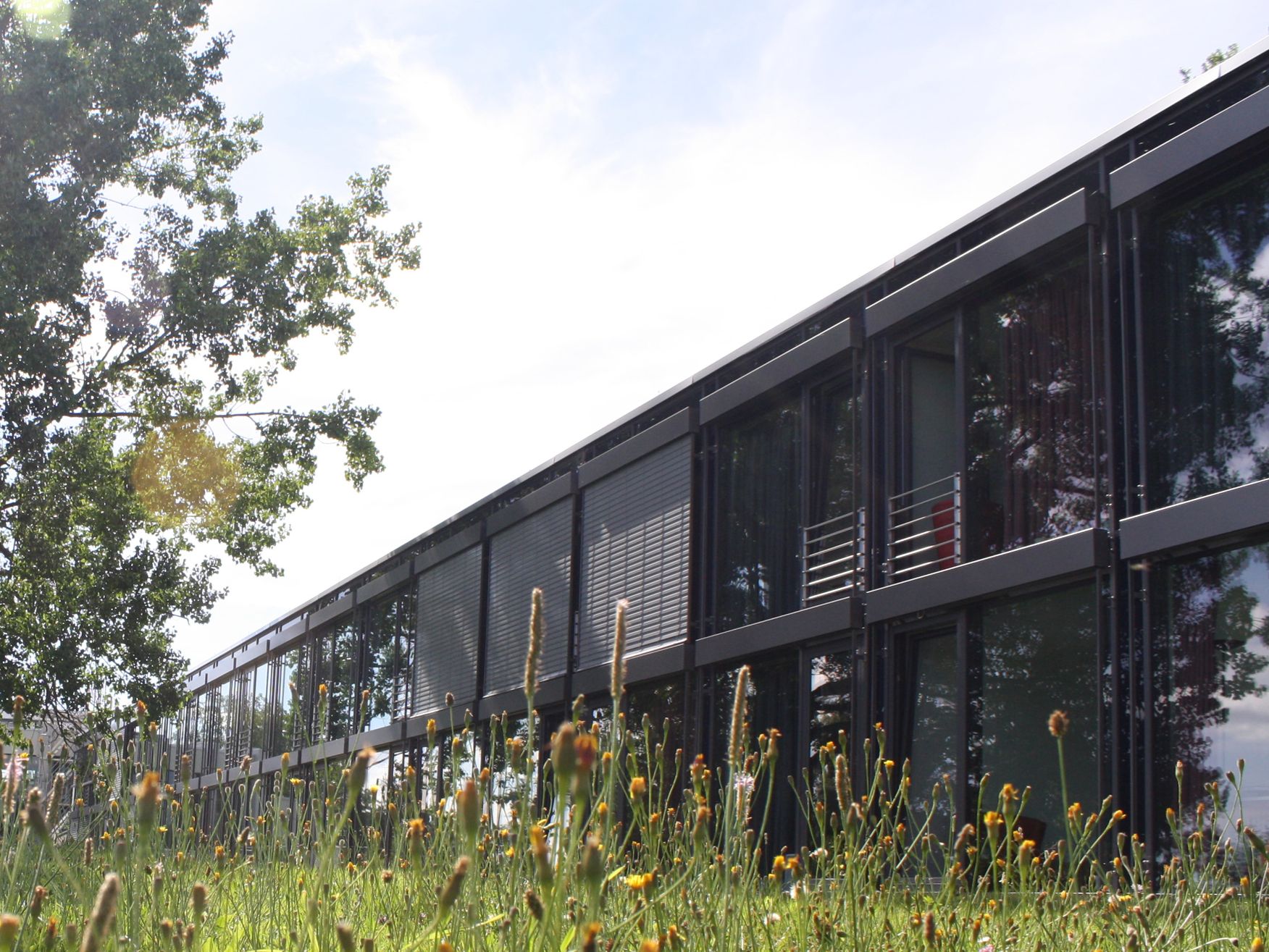
Bundesakademie für musikalische Jugendbildung (2013)

Die Bundesakademie für musikalische Jugendbildung in Trossingen (Baden-Württemberg) ist eine bundeszentrale Qualifizierungs- und Beratungseinrichtung der deutschen Musikverbände. Sie wurde 1973 eröffnet. Der Schwerpunkt ihrer Tätigkeit liegt in der Fort- und Weiterbildung von Fach- und Führungskräften im Bereich der außerschulischen musikalischen Jugendbildung. Als öffentlich anerkannter Träger nimmt die Akademie auch Aufgaben in der Jugendhilfe und Jugendpflege wahr.

## Aufgaben der Bundesakademie
Die Akademie fungiert als:
- Fort- und Weiterbildungszentrum für Musikschulleiter und Musikschullehrer, für Dirigenten, Chorleiter, Jugendleiter und Ausbilder in Vereinen des Laienmusizierens, für Musiklehrer im freien Beruf und Mitarbeiter in sozialpädagogischen Berufen
- Tagungsort für leitende Mitarbeiter der Musikverbände und für Experten in der musikalischen Jugendbildung
- Arbeitsstätte für Förderkurse und Auswahlensembles des Bundes und der Länder
- Beratungsstelle in Fragen außerschulischer musikalischer Jugendbildung und des Laienmusizierens

Die inhaltliche Arbeit der Bundesakademie wird von ihrem Trägerverein bestimmt, in dem 36 Verbände aus den Bereichen Musikerziehung, instrumentales und vokales Laienmusizieren und kirchliche Musikpflege sowie musikalische Berufsverbände zusammengeschlossen sind. 
Den Tätigkeitsschwerpunkt der Akademie bilden berufsbegleitende Lehrgänge, die aus vier bis sieben einwöchige Akademiephasen bestehen und durch Praxisphasen unterbrochen werden. Die Lehrgänge schließen mit einer Prüfung ab. Während der Akademiephasen erwerben die Teilnehmenden aktuelle fachliche, musikpädagogische oder organisatorische Kenntnisse, die sie in den Praxisphasen im beruflichen oder ehrenamtlichen Umfeld anwenden. Im Bereich der Laienmusik führen diese Lehrgänge zur höchstmöglichen Qualifikation als Dirigent oder Chorleiter; hauptberuflichen Musikschullehrkräften vermitteln sie zusätzliche Lehrbefähigungen oder die für die Leitung einer Musikschule erforderlichen Kenntnisse.
Berufsbegleitende Fortbildungen zu aktuellen musikpädagogischen Themen werden als mehrphasige Programme ohne abschließende Prüfung angeboten. Sie verbinden Theorie und Praxis durch begleitende Aufgabenstellungen, die im jeweiligen beruflichen Umfeld umgesetzt und in den folgenden Akademiephasen reflektiert werden.
Zusätzlich bietet die Bundesakademie Seminare, Workshops und Symposien an, die der Vermittlung und Aktualisierung musikpädagogischer sowie methodisch-didaktischer Inhalte dienen. 
Internationale Begegnungen und Arbeitstagungen von Mitgliedsverbänden der Bundesakademie können in den Räumlichkeiten der Akademie stattfinden und werden auf Wunsch von den pädagogischen Mitarbeitern und der Bibliothek gemeinsam vorbereitet und gestaltet.

## Bibliothek
Die Bibliothek der Bundesakademie ist eine fachliche Beratungseinrichtung für Musikschulen und die Laienmusik. In ihrem Bestand befinden sich mehr als 80.000 Medieneinheiten, darunter Notenbände, Bücher, Zeitschriften und Tonträger.
Auf Grundlage der Bibliotheksbestände werden die Lehrpläne des Verbandes deutscher Musikschulen sowie die Literaturlisten für „Jugend musiziert“ erstellt. Für diesen Bundeswettbewerb, bei dem über 1.000 Teilnehmer mehr als 2.000 Werke aufführen, stellt die Bundesakademie für die Jury-Gremien in jedem Jahr die Notenausgaben bereit.
Ein Projekt der Bibliothek ist das Bundesbigbandarchiv, ein nicht-kommerzielles Online-Notenportal. Es vernetzt Komponisten, die für Jazzorchester schreiben, mit Leitern von Jugendjazzorchestern und deren Musikern. Das Archiv richtet den Fokus auf die kompositorische Qualität einer jungen Generation von Komponisten mit eigenständigen und aktuellen Ausdrucksformen. Zudem bietet es qualifizierte Angaben zu Besetzung, Stilistik, Schwierigkeitsgraden und weiteren Werkdetails.

## Sanierung und Neubau
Die Bundesakademie wurde von 2010 bis 2015 während des laufenden Lehrgangsbetriebs generalsaniert und um einen 370 m² großen Proben- und Konzertsaal erweitert. Ziel der Sanierung war die Umsetzung von Schallschutzmaßnahmen wegen der mittlerweile angrenzen Wohngebiete, die Erhöhung der Energieeffizienz des Gebäudes sowie die Verbesserung des Brandschutzes. Ferner wurden akustisch differenzierte Raumkonzepte für die Seminarräume entwickelt, größere Räume geschaffen und ein zentrales Tonstudio mit Anbindung an den Konzertsaal und sämtliche Probenräume eingerichtet. Der gesamte Umbau kostete 12,57 Mio. Euro und wurde zu zwei Dritteln vom Bundesfamilienministerium sowie aus weiteren Mitteln des Landes Baden-Württemberg und der Stadt Trossingen gefördert.

## Förderung
Die Bundesakademie wird aus Mitteln des Kinder- und Jugendplanes des Bundes (Bundesministerium für Familie, Senioren, Frauen und Jugend) und aus Mitteln des Landesjugendplanes Baden-Württemberg (Ministerium für Wissenschaft, Forschung und Kunst Baden-Württemberg) gefördert.

## Leitung
Als Direktoren der Bundesakademie wirkten Hans-Walter Berg (von 1970 bis 1996, Gründungsdirektor), Reinhard Froese (von 1996 bis 2006), René Schuh (2006–2021) und Peter Vierneisel (2021–2025). Kommissarische Direktorin ist (Stand Juli 2025) Rachel Büche.